# Cratere King
King è un cratere lunare di 76,21 km situato nella parte nord-occidentale della faccia nascosta della Luna.
Il cratere è dedicato agli statunitensi Arthur Scott King e Edward Skinner King, rispettivamente fisico e astronomo.

## Crateri correlati
Alcuni crateri minori situati in prossimità di King sono convenzionalmente identificati, sulle mappe lunari, attraverso una lettera associata al nome.
| King | Coordinate            | Diametro (in km) |
| ---- | --------------------- | ---------------- |
| J    | 3°15′36″N 121°46′12″E | 12,42            |
| Y    | 6°30′N 119°45′E       | 35,73            |